# Oberförster
Oberförster, auch Forstmeister, Landjäger oder Heidereiter war früher eine häufige Amtsbezeichnung für einen Förster. Abhängig von der jeweiligen Forstverwaltung wurde sie im Laufe der Geschichte für unterschiedliche Ämter vergeben, meist Leiter eines Forstbezirks oder einer Försterei.

## Deutschland
Oberförster, Forstmeister oder reitender Förster waren im Königreich Hannover z. B. Bezeichnungen für die Leiter eines Forstamtes. Sie traten im 16. Jahrhundert allmählich in Erscheinung. Dies geschah mit der Ausbildung einer landesherrlichen Forstorganisation und einer wenigstens anteiligen Besoldung von Forstbediensteten. Gemeint waren mit all diesen Titeln zumeist Forstleute in leitenden Positionen, vergleichbar dem heutigen höheren Dienst innerhalb der Verwaltungen.
Um die Wende zum 20. Jahrhundert wurden erst in Preußen und einigen anderen deutschen Staaten die vormaligen Oberförster zu Forstmeistern ernannt, ohne dass sich jedoch etwas an ihrer Tätigkeit änderte. Zuvor war „Forstmeister“ der Titel für einen Inspektionsbeamten mit zumeist großem Einfluss auf die jeweilige örtliche Verwaltung.
Nach dem Zweiten Weltkrieg hießen in einigen Bundesländern die Leiter der Forstämter Forstmeister, die Amtsbezeichnungen der Beförderungsämter in den oberen und obersten Landesbehörden waren Oberforstmeister, Landforstmeister und Oberlandforstmeister.
Die Benutzung der Begriffe in der Forstpraxis ist heute eher ungewöhnlich. Karl Hasel und Ekkehard Schwartz schreiben: „Die typisch forstlichen Dienstbezeichnungen (Revierförster, Oberförster, Forstmeister usw.) sind weitgehend beseitigt und denen anderer Verwaltungen angepasst worden.“
Die Amtsbezeichnungen für Beamte in den Laufbahnen des agrar-, forst- und ernährungswissenschaftlichen sowie tierärztlichen Dienstes des Bundes im Geschäftsbereich Bundesforst der Bundesanstalt für Immobilienaufgaben umfassen den Begriff Oberförster nicht mehr. Im mittleren Dienst besteht die Amtsbezeichnung „Forstobersekretär“, im gehobenen Dienst „Forstoberinspektor“ und im höheren Dienst „Forstoberrat“.

### DDR
In der Forstwirtschaft der DDR bestand bis 1991 ein hierarchisches Dienstgradsystem, das in der Praxis jedoch in den letzten Jahrzehnten sehr gelockert war.
Oberförster war einerseits eine Bezeichnung desjenigen, der eine Oberförsterei, also einen Forstbezirk mit durchschnittlich sieben Revieren leitete. Andererseits war Oberförster auch ein Dienstgrad. Den Dienstgrad Oberförster trugen auch manche ältere Revierförster, während einige Leiter einer Oberförsterei den Dienstgrad des Forstmeisters innehatten. Bei der persönlichen Anrede wurden keine Rangbezeichnungen verwendet.

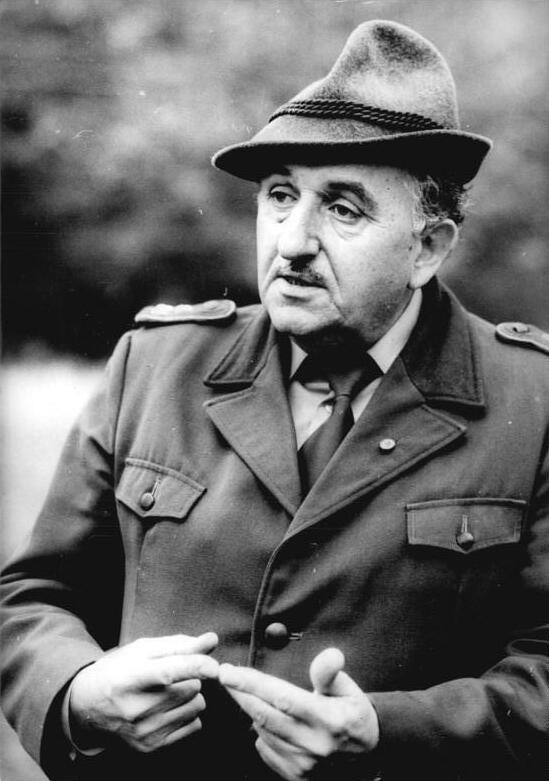
Oberförster in der DDR, 1983
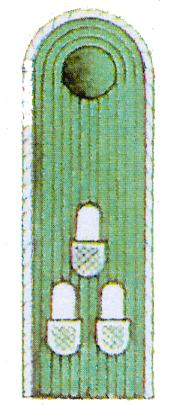
Schulterstück des Dienstranges „Oberförster“ in der DDR